# Brachycrotaphus hoshiarpurensis
Brachycrotaphus hoshiarpurensis is een rechtvleugelig insect uit de familie veldsprinkhanen (Acrididae). De wetenschappelijke naam van deze soort is voor het eerst geldig gepubliceerd in 1978 door Singh.